# Estrategia empresarial

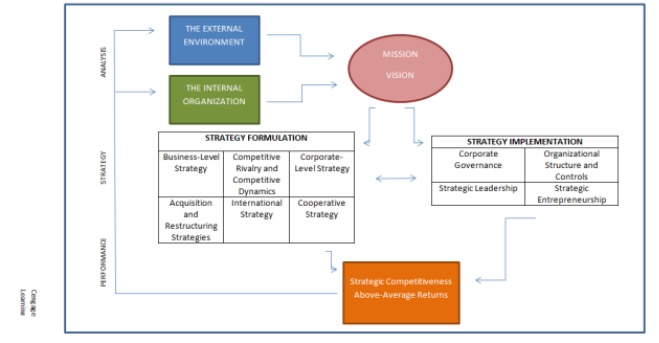
La estrategia dentro del proceso de gestión estratégica

En un sentido amplio, la estrategia representa la dirección o el camino que la empresa adopta para ajustarse a su entorno y alcanzar sus objetivos.
De manera más precisa, la estrategia empresarial se define como el conjunto de acciones implementadas por la dirección de la organización con el propósito de alinear sus recursos y capacidades con un entorno dinámico, maximizando oportunidades y evaluando riesgos en función de metas y objetivos.
Se trata del plan de acción diseñado por la administración para competir de manera efectiva y generar rentabilidad, fundamentado en un conjunto coherente de decisiones estratégicas.
El concepto de estrategia no es exclusivo de organizaciones con fines de lucro. Si bien es fundamental para empresas que buscan rentabilidad, su aplicación es igualmente crucial en organizaciones sin fines de lucro y otras entidades que no persiguen beneficios económicos como objetivo principal. Estas organizaciones también deben diseñar, ejecutar y controlar estrategias efectivas para cumplir sus misiones, optimizar recursos y alcanzar sus metas.
Las estrategias constituyen posibles cursos de acción que requieren la toma de decisiones a nivel directivo y la asignación significativa de recursos empresariales. Además, influyen en la sostenibilidad a largo plazo de la organización, generalmente con un horizonte de al menos cinco años, lo que implica una orientación futura. Estas estrategias tienen implicaciones tanto a nivel multifuncional como multidivisional y deben considerar tanto los factores internos como los externos que afectan a la empresa.
Algunas estrategias empresariales incluyen la expansión geográfica, la diversificación, la adquisición de empresas, el desarrollo de nuevos productos, la penetración en el mercado, la reducción de costos, la desinversión, la liquidación de activos y la formación de alianzas estratégicas.
Otras definiciones de estrategia (según varios autores) son las siguientes:
- Es la respuesta a dos preguntas: ¿Qué es nuestro negocio? ¿Qué debería ser? (Peter Drucker, 1954).
- La deterninación de metas y objetivos básicos de largo plazo de la empresa, la adopción de los cursos de acción y la asignación de recursos necesarios para lograr dichas metas (Alfred Chandler, 1962).
- Es el patrón de los objetivos, propósitos o metas, y las políticas y planes esenciales para conseguir dichas metas, establecidas de tal manera que definan en qué clase de negocio la empresa está o quiere estar y qué clase de empresa es o quiere ser. Es un modo de expresar un concepto persistente de la empresa en un mundo en evolución, con el fin de excluir algunas nuevas actividades posibles y sugerir la entrada de otras (kenneth Andrews, 1965).
- Como el lazo común entre las actividades de la organización y las relaciones producto/mercado tal que defina la esencial naturaleza de los negocios en que está la empresa y los que planea para el futuro (Igor Ansoff, 1965).[2]

## Fundamento
Una estrategia consiste en un conjunto de acciones interrelacionadas que los gerentes implementan con el propósito de mejorar el desempeño de la empresa. Para la mayoría, si no es que para todas las organizaciones, alcanzar un rendimiento superior respecto a sus competidores representa el mayor desafío.
Cuando las estrategias de una empresa conducen a un desempeño superior, se considera que esta ha logrado una ventaja competitiva.
La estrategia implica diferenciarse en la competencia: realizar actividades que los rivales no ejecutan o, idealmente, hacer aquello que estos no pueden replicar. Toda estrategia debe contar con un elemento distintivo que atraiga clientes y genere una ventaja competitiva.
La estrategia de una empresa debe responder a cuestiones fundamentales como:
- Cómo superar a los competidores.
- Cómo adaptarse a las cambiantes condiciones económicas y de mercado, aprovechando oportunidades de crecimiento.
- Cómo gestionar cada área funcional del negocio (por ejemplo, investigación y desarrollo, cadena de suministros, producción, ventas y marketing, distribución, finanzas y recursos humanos).
- Cómo mejorar el desempeño financiero y la posición en el mercado.

Se considera que una empresa alcanza competitividad estratégica cuando logra formular e implementar una estrategia que crea valor. A su vez, posee una ventaja competitiva cuando aplica una estrategia que sus competidores no pueden imitar o cuya replicación les resultaría demasiado costosa.
Sin embargo, es fundamental comprender que ninguna ventaja competitiva es permanente. La rapidez con la que los competidores adquieran las capacidades necesarias para replicar los beneficios de una estrategia determinará la duración de dicha ventaja.
Por ello, las empresas deben desarrollar flexibilidad estratégica, entendida como el conjunto de capacidades que les permite responder a las diversas demandas y oportunidades en un entorno competitivo dinámico e incierto, es decir desarrollar capacidades dinámicas. Esto implica gestionar la incertidumbre y los riesgos asociados. Para ello, la flexibilidad estratégica debe aplicarse en todas las áreas operativas de la empresa.
Para generar valor excepcional para sus accionistas, una empresa debe aprender con mayor rapidez que sus competidores y aplicar ese conocimiento en toda la organización de manera más rápida y efectiva. El aprendizaje estratégico continuo proporciona a la empresa un conjunto de habilidades nuevas y actualizadas que le permiten adaptarse a los cambios del entorno.
Las decisiones estratégicas de una compañía rara vez son sencillas y, en muchos casos, implican modificaciones complejas. Sin embargo, esto no justifica la inacción ante la necesidad de definir un curso estratégico.
Asimismo, la dirección de la empresa debe identificar y aprovechar una ventana estratégica, es decir, una oportunidad única de mercado que solo está disponible por un tiempo limitado. La primera empresa en detectar y capitalizar una ventana estratégica puede posicionarse en un nicho favorable y dificultar la entrada de competidores, siempre que posea las fortalezas internas necesarias.
A veces se conoce a las estrategias empresariales como mecanismos de inconformidad.[cita requerida] Esta inconformidad evita que los empleados se sientan satisfechos con lo cumplido y produce una forma distinta de ver los objetivos, aspirando siempre a seguir adelante y a ser mejores cada día para lograr metas continuas.
Las compañías desarrollan estas estrategias con el propósito de romper con lo establecido, con la zona de confort. Aunque nunca dejan de cumplir con los postulados orientados hacia el corto plazo, tienen mayor enfoque en preocuparse, administrar y producir nuevas ideas para el largo plazo. Las empresas que implementan esta estrategia dedican bastante tiempo en investigar e incrementar los porcentajes de ventas, siendo capaces de fabricar muchos más productos a un menor precio.
En vez de lentitud y recelo al cambio, la ejecución de las estrategias empresariales genera una habilidad más rápida de acceder a la transformación y de crecer utilizando nuevas tecnologías, junto a métodos modernos de aprendizaje y brindando a los empleados un mayor alcance de conocimiento (por ej., mediante cursos) que haga a sus empresas visionarias.

## Formulación de la estrategia
Para formular la estrategia se pueden emplear los siguientes métodos: 
- Ejercicios de preparación: Conjunto de empleados de una empresa que se reúnen para discutir oportunidades, mejoras y al mismo tiempo generar ideas innovadoras.[7]

- Ojos del enemigo: Simular que los gerentes de una empresa trabajan para la competencia y averiguar cómo disminuir sus debilidades, cómo intensificar sus fortalezas, cómo posicionarse en el mercado más rápido y de mejor manera, etc. Y atendiendo a los resultados de este proyecto, responder a la pregunta de cómo debe actuar la empresa.[7][9]

- Superar al ayer: Motivar a los empleados con las ganancias pasadas y las mejores ganancias producidas actualmente.[7]

La estrategia es el plan de acción que sigue la administración de la organización para competir con éxito y obtener utilidades, a partir de un conjunto integrado de opciones. Son los planes para lograr la misión y los objetivos; y para esto se tienen que formular políticas estratégicas, que den directrices amplias para la toma de decisiones.
La formulación de la estrategia representa el compromiso de la administración de emprender un conjunto particular de acciones. Al elegir una estrategia, la administración expresa en realidad lo siguiente: “entre las diversas formas de conducirnos y competir de que disponíamos, nos inclinamos por esta combinación particular de planteamientos para llevar a la empresa en la dirección deseada, fortalecer su posición en el mercado y su competitividad, y mejorar su desempeño.

#### Proceso de elección estratégica
Opciones estratégicas: es el conjunto de estrategias factibles que se han formulado. La elección estratégica implica evaluar distintas estrategias y seleccionar la opción más adecuada. Se ha observado que, en entornos organizacionales dinámicos, las mejores decisiones estratégicas no siempre se logran mediante el consenso absoluto. De hecho, suelen involucrar desacuerdos intensos e incluso conflictos. Esto es especialmente cierto en empresas que operan en sectores globales. Dado que los conflictos no resueltos pueden generar una gran carga emocional, los responsables de la toma de decisiones sugieren que los administradores estratégicos utilicen “conflictos programados” para fomentar la exposición de distintas posturas sin que los aspectos personales influyan en el análisis.
Existen dos técnicas que ayudan a evitar el riesgo de decisiones consensuadas sin el debido cuestionamiento, como lo identificó Alfred Sloan:
1. Abogado del diablo: Esta técnica tiene su origen en la Iglesia Católica medieval, donde se asignaba a una persona la tarea de presentar argumentos en contra de la canonización de un posible santo. En el ámbito de la toma de decisiones estratégicas, se designa a un abogado del diablo (un individuo o un grupo) para señalar posibles errores o riesgos en una estrategia alternativa mediante un análisis formal.
2. Investigación dialéctica: Basada en principios filosóficos de Platón, Aristóteles y Hegel, esta técnica se centra en confrontar dos posturas opuestas—una tesis y una antítesis—para llegar a una síntesis. En el contexto estratégico, esto implica desarrollar dos propuestas que partan de distintos supuestos y defenderlas ante los tomadores de decisiones. A partir del debate entre ambas posturas, se selecciona una de ellas o se construye una nueva estrategia intermedia que integre los mejores elementos de ambas.[5]

## Tipos de estrategia

### Clasificación básica
Comúnmente, las estrategias se clasifican en cuatro tipos principales: corporativa, de negocio, funcional y operativa.
I) Estrategia corporativa: esta estrategia establece la dirección general de la empresa, determinando su enfoque respecto al crecimiento y la gestión de sus diversas líneas de negocio y productos. Generalmente, las estrategias corporativas se alinean con tres posturas estratégicas fundamentales: estabilidad, crecimiento y reducción. Su propósito es optimizar el desempeño conjunto de los negocios en los que la compañía ha diversificado su actividad. Abarca decisiones sobre qué negocios mantener o discontinuar, en qué mercados incursionar y cuál es la forma idónea de ingreso (por ejemplo, adquisición, alianza estratégica o franquicia). Asimismo, se vincula con el alcance de la organización, lo que implica estrategias de diversificación, integración vertical y expansión geográfica.
II) Estrategia de negocio: a nivel de producto o unidad de negocio, esta estrategia busca fortalecer la posición competitiva de los bienes o servicios de una empresa dentro de la industria o en segmentos de mercado específicos. Su objetivo es generar respuestas ante las condiciones cambiantes del entorno y llevar a cabo acciones que permitan consolidar una ventaja competitiva, potenciar capacidades distintivas, afianzar la posición en el mercado y mejorar el desempeño general. Desde una perspectiva alternativa, las estrategias de negocio pueden agruparse en dos categorías principales: estrategias competitivas y estrategias cooperativas.
III) Estrategia funcional: esta estrategia se refiere al enfoque adoptado por cada área funcional de la empresa con el fin de alcanzar los objetivos y estrategias corporativas y de negocio, optimizando la utilización de los recursos. Se centra en el desarrollo de competencias distintivas que otorguen una ventaja competitiva a la organización o unidad de negocio. Como ejemplos dentro del área de investigación y desarrollo (I+D), se pueden mencionar la imitación tecnológica (reproducción de productos de otras empresas) y el liderazgo tecnológico (introducción de innovaciones). La principal función de las estrategias funcionales es proporcionar un nivel de detalle específico a la estrategia de negocio.
IV) Estrategia operativa: se refiere a iniciativas y acciones de alcance más limitado orientadas a la gestión de unidades operativas clave, como plantas de producción, centros de distribución y puntos de compra. También abarca unidades estratégicas específicas, tales como control de calidad, adquisición de materiales, administración de marcas o ventas en línea. A pesar de su menor amplitud, estas estrategias proporcionan detalles y refinamientos tanto a las estrategias funcionales como a la estrategia general de la compañía.
En las organizaciones, estos cuatro tipos de estrategia coexisten simultáneamente. La jerarquía estratégica define los niveles en los que operan estas estrategias dentro de la empresa, estableciendo relaciones entre ellas para que se complementen y refuercen mutuamente. Las estrategias operativas respaldan a las estrategias funcionales, las cuales a su vez apoyan las estrategias de negocio, que finalmente contribuyen a la implementación de la estrategia corporativa.

### Otras clasificaciones básicas de estrategia

#### Con base en la matriz FODA
Esta clasificación se fundamenta en la relación entre las oportunidades y amenazas externas que enfrenta una organización y sus fortalezas y debilidades internas, generando cuatro tipos de estrategias:
- Estrategias FO: Se enfocan en aprovechar las fortalezas de la empresa para capitalizar oportunidades externas.
- Estrategias FA: Utilizan las fortalezas organizacionales como mecanismo de defensa frente a amenazas externas.
- Estrategias DO: Buscan superar debilidades internas aprovechando oportunidades del entorno.
- Estrategias DA: Son de carácter defensivo y están orientadas a minimizar debilidades y evitar amenazas externas.

#### Según la forma de surgimiento de la estrategia
- Estrategia deliberada o proactiva: Comprende los elementos de estrategia planificados y ejecutados según lo previsto. Consiste en acciones proactivas diseñadas para mejorar el desempeño financiero y fortalecer la ventaja competitiva de la empresa.
- Estrategia adaptativa o reactiva: Son respuestas a eventos imprevistos y a condiciones de mercado no anticipadas. Se formula conforme surgen nuevas circunstancias.
- Estrategia emergente o ejecutada: Representa la estrategia global de la empresa en la práctica, combinando elementos proactivos y reactivos. Se refleja en el patrón de decisiones y acciones adoptadas a lo largo del tiempo.

#### Según el comportamiento de la empresa
Chaffee escribió que existían 3 modelos de estrategia, los cuales no eran mutuamente excluyentes:
- Estrategia Lineal: Una determinación planeada de metas, iniciativas y distribución de recursos. Esta es más consistente con los acercamientos a la planeación estratégica y puede tener un horizonte de planeación amplio. El estrategia "trata" con el ecosistema de negocios pero no es su principal preocupación.
- Estrategia Adaptativa: En este modelo, las metas y actividades de la organización están estrechamente relacionadas con la adaptación al ecosistema, en analogía a los organismos biológicos. La necesidad de adaptación continua, reduce o elimina la ventana de planeación. Hay un mayor enfoque en los medios (movilización de recursos). La estrategia está menos centralizada que en el modelo lineal.
- Estrategia Interpretativa: Es un modelo más reciente y menos desarrollado que los anteriores. La estrategia interpretativa tiene el objetivo de generar legitimidad o credibilidad antes los agentes que participan (stakeholders). Tiene énfasis en el lenguaje y los símbolos para influenciar en la mente del consumidor, más que en el producto físico de la organización.[14]

### Estrategia Corporativa y de Negocio
Una corporación se define como una entidad empresarial principal que ejerce control sobre varias empresas subordinadas o, alternativamente, como una organización de gran envergadura con múltiples unidades estratégicas de negocio. En cambio, una empresa se refiere a una unidad individual que opera dentro de una o varias líneas de productos relacionadas, enfocándose en un solo ámbito de negocio.
Las estrategias pueden aplicarse tanto a la corporación como a la empresa, dependiendo del contexto específico. Dichas estrategias constituyen enfoques fundamentales para la gestión empresarial.
La estrategia corporativa, o en su defecto, la estrategia de la empresa, se centra en tres dimensiones fundamentales que afectan a la corporación en su conjunto:
1. Dirección general de la empresa, abarcando la toma de decisiones en torno al crecimiento, la estabilidad o la reducción de operaciones (estrategia direccional).
2. Definición de los sectores e industrias en los que participa la empresa, mediante sus productos y unidades de negocio (estrategia de cartera).
3. Coordinación interna de recursos y capacidades, incluyendo la gestión de actividades, la redistribución de recursos entre las líneas de productos y el fortalecimiento de competencias dentro de las unidades de negocio (estrategia de sombrilla o paraguas).

#### Estrategia Direccional
La estrategia direccional de una corporación se estructura en torno a tres orientaciones primarias, comúnmente denominadas estrategias maestras:

##### 1. Estrategias de Crecimiento
Estas estrategias buscan la expansión de las operaciones de la empresa. Dentro del ámbito corporativo, las estrategias direccionales orientadas al crecimiento son ampliamente utilizadas, ya que su propósito es incrementar el volumen de ventas, la cantidad de activos y la rentabilidad de la organización. En sectores en expansión, las empresas deben crecer para mantener su competitividad y viabilidad. Además, el crecimiento sostenido permite aprovechar economías de escala y curvas de experiencia que favorecen la reducción de costos unitarios y, en consecuencia, la mejora de los márgenes de ganancia.
Dentro de esta categoría, se distinguen dos tipos principales de estrategias:
- Estrategia de Integración: Se subdivide en:
  - Integración vertical, que implica la expansión de la empresa hacia actividades previas o posteriores en la cadena de valor, abarcando desde la adquisición de proveedores hasta la distribución al consumidor final.
  - Integración horizontal, que consiste en la expansión a través de la adquisición o fusión con empresas competidoras dentro del mismo sector.
- Estrategia de Diversificación: Puede clasificarse en:
  - Diversificación concéntrica o relacionada, que busca ampliar la oferta de productos manteniendo una relación con las líneas de negocio existentes.
  - Diversificación conglomerada o no relacionada, en la que la empresa incursiona en sectores distintos a su actividad principal para reducir riesgos y aprovechar nuevas oportunidades de mercado.[15]

##### 2. Estrategias de Estabilidad
Estas estrategias se adoptan cuando la empresa decide no efectuar cambios significativos en sus operaciones actuales, priorizando la consolidación de su posición en el mercado. Son apropiadas en contextos de incertidumbre o cuando la empresa ya ha alcanzado una posición óptima dentro de su industria. Se dividen en tres enfoques principales:
- Estrategia de pausa y proceder con cautela: Se trata de una estrategia transitoria utilizada para estabilizar la empresa antes de retomar una fase de crecimiento o reducción. Su propósito es fortalecer recursos y capacidades antes de afrontar nuevos desafíos o cambios ambientales.
- Estrategia sin cambio: Consiste en mantener la continuidad operativa sin realizar modificaciones sustanciales. Generalmente se aplica cuando la industria presenta un crecimiento escaso y la empresa se encuentra en una posición competitiva estable.
- Estrategia de beneficios: Se implementa en situaciones adversas, en las que la empresa opta por reducir inversiones y gastos discrecionales con el fin de sostener artificialmente los márgenes de rentabilidad ante una caída en las ventas.

##### 3. Estrategias de Reducción
Cuando una empresa enfrenta una disminución en su rendimiento, puede optar por estrategias que reduzcan su nivel de actividad con el fin de recuperar rentabilidad o minimizar pérdidas. Estas estrategias incluyen:
- Estrategia de cambio: Orientada a la optimización operativa mediante reducción de costos, reestructuración de procesos y venta de activos no esenciales.
- Estrategia de empresa cautiva: Implica ceder autonomía a cambio de seguridad, estableciendo acuerdos con clientes estratégicos que garanticen la viabilidad de la empresa a través de contratos de largo plazo.
- Estrategia de venta total o desinversión: Se aplica cuando la venta de la empresa en su totalidad o de una de sus divisiones representa la mejor opción para maximizar el retorno para los accionistas y asegurar la continuidad del negocio bajo una nueva administración.
- Estrategia de quiebra o liquidación: En casos extremos, cuando la empresa no encuentra alternativas viables, puede optar por la quiebra para negociar su deuda o por la liquidación total de activos para recuperar parte del capital invertido.[3][5]

#### Estrategia de Cartera o Portafolio
La estrategia de cartera considera las líneas de productos y unidades de negocio como una cartera de inversiones que debe gestionarse estratégicamente para maximizar el retorno de la inversión corporativa. Su enfoque se basa en evaluar cómo las unidades de negocio pueden generar ventajas competitivas y contribuir al desempeño general de la empresa.
Para ello, se emplean herramientas analíticas como la Matriz BCG y la Matriz GE, que ayudan a determinar la asignación óptima de recursos y a definir las prioridades de inversión en función del potencial de crecimiento y rentabilidad de cada unidad de negocio.
Preguntas clave en esta estrategia plantean:
- ¿Cuánto capital y tiempo deben asignarse a los productos y unidades de negocio más exitosos para garantizar su continuidad?
- ¿Cuánto debe invertirse en el desarrollo de nuevos productos, considerando que muchos de ellos no lograrán posicionarse en el mercado?

#### Estrategia de Sombrilla o Paraguas
Este enfoque visualiza a la corporación como un conjunto de recursos y capacidades que pueden generar sinergias entre las unidades de negocio. Su objetivo es crear valor mediante la optimización de las competencias centrales de la empresa matriz y la articulación eficiente de las relaciones entre las distintas unidades operativas.
Desde esta perspectiva, la estrategia de sombrilla busca coordinar actividades compartidas, transferir habilidades clave entre unidades de negocio y optimizar la asignación de recursos para alcanzar economías de alcance, como la centralización de compras o el desarrollo conjunto de tecnología.
Preguntas fundamentales que orientan esta estrategia plantean:
- ¿Qué negocios deben formar parte de la empresa y cuál es su justificación estratégica?
- ¿Qué estructura organizativa y sistemas administrativos permitirán maximizar el rendimiento de las unidades de negocio?

En función de su propósito, la estrategia de sombrilla puede adoptar un enfoque horizontal, si su objetivo es generar sinergias corporativas, o bien un enfoque competitivo, si su meta es fortalecer la posición de mercado de una unidad de negocio o línea de productos.
Las estrategias direccional, de cartera y de sombrilla abordan tres cuestiones fundamentales en la gestión corporativa: la orientación general de la empresa, los sectores en los que compite y la coordinación interna de sus actividades y recursos. La combinación adecuada de estas estrategias es clave para garantizar el crecimiento sostenible, la estabilidad operativa y la rentabilidad en el largo plazo.

#### Otras estrategias de negocio o corporativa

##### Según el tipo de acción conflictiva
Algunos autores pueden considerarlas tácticas:
1- Estrategia ofensiva:
Tiene como propósito fortalecer la posición competitiva en el mercado y mejorar el desempeño global de la empresa. Se vuelve esencial cuando se identifican oportunidades para capturar cuota de mercado a costa de los competidores o cuando resulta imperativo erosionar la ventaja competitiva de un rival sólido. Las ofensivas estratégicas más efectivas se basan en ciertos principios fundamentales:
- Buscar constantemente una ventaja competitiva y trabajar para hacerla sostenible.
- Movilizar los recursos estratégicos de manera que obligue a los competidores a enfocarse en la defensa.
- Aprovechar el factor sorpresa en lugar de optar por movimientos predecibles que los rivales puedan anticipar.
- Implementar acciones decisivas, rápidas y contundentes para superar a la competencia.

Las estrategias ofensivas más efectivas utilizan los recursos competitivos clave de la empresa para atacar las debilidades de los competidores, mediante acciones como:
- Aplicar ventajas de costos para competir en precios o valor.
- Adoptar tecnologías de próxima generación antes que los competidores.
- Innovar continuamente en productos para ganar participación de mercado.
- Incorporar y mejorar ideas exitosas de otras empresas.
- Utilizar tácticas de ataque y repliegue para captar cuota de mercado de competidores desprevenidos.

- Aplicar golpes preventivos que refuercen la posición de la empresa y dificulten la imitación por parte de los rivales, como asegurar relaciones estratégicas con distribuidores clave, obtener ubicaciones privilegiadas o garantizar el suministro con proveedores confiables.

Objetivos de ataque:
- Empresas líderes vulnerables.
- Empresas en crecimiento con debilidades en áreas donde la empresa atacante es fuerte.
- Empresas en dificultades cercanas a abandonar el mercado.
- Empresas locales o regionales con capacidades limitadas.

Tácticas ofensivas:
- Asalto frontal: Atacar directamente a un competidor en todos los aspectos, como precio, distribución y promoción. Requiere recursos superiores y una gran determinación, pero puede resultar costoso y despertar una respuesta agresiva.
- Maniobra de flanqueo: En lugar de confrontar la fortaleza del rival, se ataca un segmento de mercado donde es más débil.
- Ataque de evasión: Se busca cambiar las reglas del juego ofreciendo un producto o servicio que haga obsoleta la oferta del competidor.
- Ataque envolvente: Se rodea al competidor atacando sus productos, mercados o ambos, con una oferta más amplia y variada.
- Guerra de guerrillas: Consiste en ataques intermitentes y de bajo costo en segmentos específicos, ideales para nuevos entrantes o empresas pequeñas que buscan competir sin enfrentamientos directos con grandes jugadores.

- - Estrategia de océano azul:

Esta estrategia en realidad elude la competencia. Se enfoca en crear nuevos segmentos de mercado sin competencia directa, generando una demanda inédita y asegurando oportunidades de crecimiento y rentabilidad en espacios aún no disputados.
2- Estrategia defensiva:
Su objetivo es preservar la posición en el mercado y la ventaja competitiva, mediante tres acciones clave:
- Reducir la probabilidad de ser atacado.
- Minimizar el impacto de un ataque.
- Disuadir a los competidores para que centren sus esfuerzos en otros actores del mercado.

Los enfoques defensivos pueden dividirse en:
- Bloqueo de acceso a competidores: Se logra mediante la expansión de líneas de productos, la introducción de modelos adicionales o el mantenimiento de opciones de precios accesibles para dificultar la entrada de rivales.
- Señales de represalias: Se utilizan para desalentar ataques de competidores a través de estrategias como:
  -        Declaraciones públicas del compromiso de la empresa con su cuota de mercado.
  -        Políticas explícitas de igualación de precios con los rivales.
  -        Respuestas ofensivas esporádicas contra actores más débiles para fortalecer la imagen de la empresa como un defensor agresivo.

- Mantener reservas de efectivo y activos líquidos como respaldo ante ataques competitivos.[3][5]

#### Según el alcance del negocio

##### Estrategias de eslabonamiento:
- Integración vertical amplia: La empresa amplía su control sobre diferentes etapas de la cadena de valor, ya sea hacia atrás (control de proveedores) o hacia adelante (control de distribución y comercialización). Puede ser total (presencia en todas las etapas) o parcial (participación en etapas clave).
- Integración vertical reducida: Se combinan operaciones internas y externas en ciertas fases de la cadena de valor, como abastecerse tanto de proveedores internos como de externos o comercializar productos con vendedores propios y terceros.
- Integración horizontal: Implica la adquisición o fusión con competidores del mismo sector para aumentar la escala de operaciones y fortalecer la posición competitiva.
- Estrategia de desinversión: Se aplica cuando una empresa considera que un negocio ya no es rentable o cuando necesita liberar recursos para otras oportunidades. Esto puede implicar la venta de una unidad de negocio o de una parte de sus acciones.

##### Estrategias de cooperación:
- Estrategia de tercerización (outsourcing): Consiste en delegar ciertas actividades de la cadena de valor a proveedores especializados, en lugar de realizarlas internamente, reduciendo costos y aumentando la eficiencia operativa. Sin embargo, un uso excesivo puede debilitar la capacidad competitiva de la empresa.

- Estrategias de alianzas y asociaciones: Se establecen acuerdos con otras empresas para compartir recursos y capacidades, sin necesidad de fusiones o adquisiciones. Un ejemplo es la joint venture, en la cual dos empresas crean una nueva entidad compartida para desarrollar un negocio en conjunto. Otras pueden ser alianzas estratégicas, cooperación o consorcio.
- Estrategia de colusión: Implica acuerdos entre empresas de una misma industria para limitar la producción o elevar los precios, evitando la competencia en condiciones normales de mercado. Puede ser explícita (mediante acuerdos formales) o tácita (mediante señales indirectas).
- Estrategia de licencias y franquicias: Se otorgan derechos a terceros para producir o comercializar un producto bajo una marca reconocida, a cambio de una compensación. Es una alternativa efectiva para expandirse sin necesidad de grandes inversiones directas.[3][5]

#### Estrategias de negocio
Estas estrategias son solamente de empresa o negocio. Las estrategias competitivas genéricas enunciadas por Michael Porter, son las siguientes:
- Estrategia de liderazgo en costos enfocado: busca ofrecer productos de precio bajo a los clientes, y a sólo un grupo de clientes (segmento o nicho).
- Estrategia de liderazgo en costos: busca ofrecer productos de precio bajo a los clientes, y a muchos tipos de clientes (mercado en general o muchos segmentos).
- Estrategia de diferenciación: busca ofrecer productos únicos o distintivos a los clientes, ya muchos tipos de clientes (mercado en general o muchos segmentos).
- Estrategia de diferenciación enfocada: busca ofrecer productos únicos o distintivos a los clientes, y a sólo un grupo de clientes (segmento o nicho).[16]

### Estrategia funcional
La estrategia funcional representa el enfoque adoptado por un área funcional con el propósito de alcanzar los objetivos planteados, alineándose con las estrategias de la corporación y de las unidades de negocio para optimizar el uso de los recursos disponibles. Su propósito radica en el desarrollo y fortalecimiento de una capacidad funcional que permita generar una ventaja competitiva para la empresa o unidad de negocio.
Cada empresa o unidad de negocio cuenta con distintos departamentos, cada uno de los cuales implementa su propia estrategia funcional. La dirección de dicha estrategia se encuentra determinada por la estrategia general de la unidad de negocio o de la empresa matriz.

#### Estrategia de marketing
Se enfoca en aspectos como la determinación del precio, la comunicación comercial y la gestión de la distribución y cobertura en diversas ubicaciones.
1- Estrategia de crecimiento intensivo
Existen distintas estrategias orientadas a expandir la presencia en el mercado y potenciar el crecimiento de la empresa:
- Captación de una mayor cuota de mercado: Se busca incrementar la participación dentro de un mercado ya existente a través de tácticas de saturación y penetración del mercado.
- Expansión a nuevos mercados: Se persigue el desarrollo de nuevos mercados para los productos actuales.
- Penetración de mercado: Implica la implementación de medidas dirigidas a aumentar el volumen de ventas dentro del mercado objetivo.
- Desarrollo de producto: Consiste en la creación de productos vinculados con la oferta actual, con el objetivo de comercializarlos en el mercado ya existente.
- Desarrollo de mercado: Implica la identificación de nuevos segmentos de consumidores o de nuevos mercados donde el producto pueda ser comercializado con éxito.
- Diversificación: Se trata de la exploración de nuevos mercados mediante la introducción de productos que pueden o no estar relacionados con la oferta actual de la empresa.[17]

Para la ejecución de esta estrategia de crecimiento, se debe definir una estrategia de marca adecuada, la cual puede incluir las siguientes alternativas:
- Extensión de línea: Incorporación de nuevas variantes dentro de la misma categoría de producto bajo la misma marca, como nuevos sabores, formatos, colores o ingredientes.
- Extensión de marca: Introducción de nuevos productos en distintas categorías utilizando la misma marca, como el caso de Bic, que comercializa lapiceras, encendedores y máquinas de afeitar.
- Marcas múltiples: Estrategia en la que una empresa comercializa un mismo producto bajo diversas marcas, como lo hace Procter & Gamble con Gillette, Ariel y Duracell.

- Creación de una nueva marca: Se opta por lanzar una nueva marca cuando ninguna de las estrategias anteriores resulta conveniente.[18]

2- Estrategia de empujar y jalar
Hace referencia a estrategias promocionales y publicitarias que buscan incentivar las ventas:
- Estrategia de empuje: Se centra en el uso de promociones, descuentos y ofertas en los puntos de venta con el fin de impulsar la distribución del producto.
- Estrategia de tirar o jalar: Se enfoca en la publicidad dirigida al consumidor final para generar demanda y estimular la solicitud del producto en los canales de distribución.

3- Estrategias de precios
Los precios pueden establecerse en función de factores como la competencia, el valor percibido o la demanda. Entre las estrategias más utilizadas se encuentran:
- Descremado de precios: Se fija un precio elevado en el lanzamiento del producto para captar clientes con mayor poder adquisitivo, reduciéndose posteriormente conforme aumenta la competencia.
- Penetración de mercado: Se introduce el producto con un precio inicial bajo para captar clientes y, a medida que la demanda crece, se incrementan los precios.
- Precios dinámicos: Ajuste de precios en función de la demanda, la estacionalidad y la disponibilidad, como ocurre en la industria aérea o en plataformas de transporte compartido.
- Estrategia basada en la competencia: Se establecen precios tomando en cuenta a los competidores, ya sea igualando, reduciendo o elevando el precio en función de la percepción deseada del producto.
- Estrategia basada en el coste: Se determina el precio sumando los costos de producción y un margen de ganancia, sin considerar la percepción del consumidor.
- Estrategia basada en el valor: Se fijan los precios en función del valor percibido por los clientes, lo que permite generar márgenes más elevados y fomentar la fidelización.
- Estrategia de precios psicológicos: Se utilizan técnicas para influir en la percepción del consumidor, como precios terminados en nueve para generar la impresión de menor costo.[19]

4- Estrategia de distribución
Define la ruta que seguirá el producto desde el fabricante hasta el consumidor final. Entre las estrategias de distribución más comunes se encuentran:
- Distribución exclusiva: Se limita la comercialización del producto a distribuidores específicos con el objetivo de mantener su exclusividad y reforzar la imagen de marca.
- Distribución selectiva: Se eligen puntos de venta estratégicos para optimizar los recursos y controlar mejor la comercialización, lo que es ideal para productos especializados.
- Distribución intensiva: Se busca la mayor presencia posible en los canales de venta con el propósito de maximizar la disponibilidad del producto, una estrategia común en bienes de consumo masivo.[20]

#### Estrategia financiera
Evalúa las implicaciones financieras de las decisiones estratégicas a nivel corporativo y de unidades de negocio, con el objetivo de identificar el curso de acción más beneficioso en términos financieros. Esta estrategia permite generar una ventaja competitiva al minimizar el costo de los fondos y garantizar flexibilidad en la obtención de capital para respaldar las iniciativas empresariales.
Uno de los aspectos fundamentales de la estrategia financiera es lograr un equilibrio entre el nivel de apalancamiento deseado y el uso de financiamiento interno a largo plazo mediante el flujo de efectivo.
Algunas estrategias financieras comunes incluyen:
- Compra apalancada (leveraged buyout): Una empresa adquiere otra mediante una transacción financiada mayoritariamente con deuda, la cual es posteriormente cubierta con los ingresos generados por la empresa adquirida o con la venta de sus activos.
- Administración de dividendos: En períodos de expansión del mercado, la empresa puede optar por no distribuir dividendos a los accionistas, destinando dichos recursos a la inversión con el fin de consolidar su cuota de mercado. El crecimiento en las ventas y beneficios puede reflejarse en un incremento del valor de las acciones.
- Reducción de acciones en circulación: Consiste en la recompra de acciones por parte de la empresa para reducir la cantidad de acciones disponibles en el mercado, lo que puede contribuir a sostener su valor.
- Acción de rastreo: Se trata de acciones vinculadas a una unidad de negocio específica dentro de una corporación. Este mecanismo permite resaltar una división de alto crecimiento sin venderla, otorgándole capacidad para financiarse de manera independiente sin perder el control corporativo. Se cotiza en bolsa como una Oferta Pública Inicial (OPI) y paga dividendos en función del rendimiento de la unidad de negocio, aunque en realidad representa participación en la empresa matriz y no en la subsidiaria.[3][5][15][16]

#### Estrategia de Investigación y Desarrollo (IyD)
La estrategia de IyD se centra en la innovación y optimización de productos y procesos, considerando la combinación adecuada de IyD básica, de productos y de procesos. También analiza el acceso a nuevas tecnologías mediante desarrollo interno, adquisiciones o alianzas estratégicas.
Las empresas pueden optar por ser:
- Líderes tecnológicos, introduciendo innovaciones pioneras antes que los competidores.
- Seguidores tecnológicos, imitando productos existentes. Según Porter, esta decisión puede favorecer una estrategia de costos bajos o diferenciación.

Nike, por ejemplo, invierte significativamente en IyD para diferenciar sus productos y atraer a atletas de alto rendimiento. En contraste, Dean Foods prioriza una estrategia de costos bajos, enfocándose en producir alternativas más económicas sin etiquetados costosos, alineándose con las necesidades del cliente.
En términos de reducción de costos, una empresa líder en tecnología puede innovar en el diseño de producción de menor costo, ser la primera en alcanzar la parte más baja de la curva de aprendizaje y desarrollar métodos eficientes para realizar actividades de valor. Por otro lado, una empresa seguidora en tecnología puede reducir los costos al aprender de la experiencia del líder y evitar los gastos asociados a la IyD mediante la imitación.
En cuanto a la diferenciación, un liderazgo tecnológico permite ser pionero en el desarrollo de productos únicos que incrementan el valor para el comprador e innovar en diversas actividades para mejorar la propuesta de valor. En contraste, una empresa seguidora puede adaptar los productos o sistemas de entrega de forma más precisa a las necesidades del consumidor, basándose en la experiencia del líder.

##### Estrategias de cooperación tecnológica:
- Colaborar con proveedores para mantenerse actualizadas tecnológicamente, ya que depender solo del desarrollo interno no garantiza competitividad. Chrysler, por ejemplo, ha reducido costos de diseño trabajando con sus proveedores.
- Alianzas estratégicas en tecnología permiten combinar capacidades de IyD, como lo hizo Maytag al aplicar lógica difusa en sus lavavajillas IntelliSense™, acelerando su desarrollo.
- Innovación abierta, donde empresas colaboran con laboratorios y universidades para acceder a avances tecnológicos. Intel, por ejemplo, creó centros de investigación con universidades, y compañías como Mattel y Wal-Mart recurren a Big Idea Group para evaluar nuevas ideas de productos. P&G adoptó la estrategia de obtener el 50% de sus ideas de fuentes externas e implementó exploradores tecnológicos para identificar innovaciones.

- Capital de riesgo corporativo, donde grandes empresas como IBM y Microsoft invierten en startups tecnológicas, accediendo a innovaciones a menor costo que si las desarrollaran internamente.[5]

#### Estrategia de Operaciones
La estrategia de operaciones define los procesos de producción de bienes y servicios, determinando aspectos clave como:
- Ubicación y estructura de producción: Define dónde y cómo se llevará a cabo la fabricación.
- Nivel de integración vertical: Determina qué partes del proceso de producción se internalizan o se tercerizan.
- Despliegue de recursos físicos: Involucra la distribución de instalaciones y equipos productivos.
- Relación con proveedores: Influye en la eficiencia de la cadena de suministro.
- Incorporación tecnológica: Establece el grado óptimo de tecnología a emplear en los procesos operativos.

##### Tecnologías Avanzadas en Manufactura
El desarrollo de la Advanced Manufacturing Technology (AMT) ha transformado la industria mediante la implementación de herramientas como:
- Diseño y fabricación asistidos por computadora (CAD/CAM).
- Sistemas de manufactura flexible.
- Robótica y automatización industrial.
- Planificación de recursos de manufactura (MRP II).
- Técnicas de producción Justo a Tiempo (JIT).

Si bien estas innovaciones incrementan la eficiencia y la flexibilidad, también elevan los costos fijos y requieren economías de escala para ser rentables.

##### Ciclo de Vida del Producto y Estrategia de Manufactura
La estrategia de producción se ve influenciada por el ciclo de vida del producto, donde las empresas pueden optar por diferentes enfoques:
- Producción artesanal: Utiliza mano de obra calificada para fabricar unidades únicas.
- Flujo en lotes: Integra procesos estandarizados con cierta flexibilidad.
- Manufactura flexible: Permite la producción de una gran variedad de artículos dentro de un mismo sistema.

- Líneas de transferencia dedicadas: Altamente automatizadas, orientadas a la producción en masa con mínima intervención humana.

A medida que un producto madura y la demanda crece, se transita de modelos flexibles hacia estrategias más eficientes y automatizadas.

##### Evolución de la Estrategia de Producción
La intensificación de la competencia ha llevado a las empresas a migrar de la producción masiva tradicional a modelos más dinámicos como:
- Mejora continua: Inspirada en el modelo japonés, fomenta la optimización constante con la participación activa de los trabajadores.
- Manufactura modular: Se basa en la integración de subconjuntos preensamblados para agilizar el ensamblaje final y reducir costos.
- Personalización masiva: Busca adaptar los productos a los requerimientos específicos de cada cliente sin perder eficiencia productiva.

La personalización masiva, utilizada por empresas como Dell, permite fabricar productos según las especificaciones del consumidor mediante sistemas flexibles y altamente coordinados.

### Estrategia de compras
La estrategia de compras se enfoca en la adquisición de materias primas, componentes y suministros esenciales para las operaciones empresariales. Su importancia radica en que los insumos adquiridos representan aproximadamente el 50% del costo total de manufactura en industrias de países como Reino Unido, Estados Unidos, Australia, Bélgica y Finlandia.
Existen tres enfoques principales en la gestión de compras:
1. Adquisición múltiple:
  - Consiste en solicitar un mismo insumo a diversos proveedores.
  - Favorece la competencia entre proveedores, lo que puede reducir costos.
  - Asegura disponibilidad de suministros al contar con alternativas en caso de fallas en la entrega.
  - Sin embargo, priorizar la oferta más baja puede afectar la calidad.
2. Fuente única:
  - Promovida por W. Edwards Deming, esta estrategia implica trabajar con un solo proveedor para cada componente específico.
  - Permite una relación más estrecha entre comprador y proveedor, asegurando calidad desde el diseño del producto.
  - Facilita la implementación del modelo Just-In-Time (JIT), donde los insumos llegan justo cuando se necesitan, eliminando costos de almacenamiento.
  - JIT II, desarrollado en Bose Corporation, amplía este concepto al integrar representantes del proveedor en las instalaciones del comprador para coordinar producción y ventas en tiempo real. Empresas como IBM y Honeywell han adoptado esta metodología con éxito.
3. Suministro paralelo:
  - Surge como alternativa a la fuente única para reducir riesgos.
  - Involucra dos proveedores exclusivos de distintos componentes, quienes pueden respaldarse mutuamente en caso de fallas.
  - Esta estrategia combina estabilidad en el suministro con acceso a innovaciones tecnológicas.

##### Uso de Internet y digitalización en adquisiciones:
El uso de internet ha revolucionado los procesos de adquisición. Facilita la búsqueda de proveedores y la reposición de inventarios de manera eficiente.
       Hewlett-Packard implementó un sistema de compras en línea que permitió a 84,000 empleados adquirir insumos de proveedores estandarizados.
       Esta optimización redujo costos de adquisición en un rango de 60 a 100 millones de dólares anuales.

#### Estrategia de Administración de Recursos Humanos (ARH)
La estrategia de ARH aborda una cuestión clave:
- ¿Es mejor contratar muchos empleados con baja capacitación y salarios bajos para trabajos repetitivos, con alta rotación? (ejemplo: McDonald's)
- ¿O contratar empleados más capacitados, con salarios más altos y formación en diversas áreas para trabajar en equipos autodirigidos?

       A medida que los trabajos se vuelven más complejos, la segunda opción resulta más efectiva, especialmente en proyectos de desarrollo de productos innovadores.
- Uso de equipos de trabajo autodirigidos:

       Cada vez más empresas multinacionales adoptan estos equipos tanto en sus subsidiarias extranjeras como en operaciones locales.
       Estudios indican que el trabajo en equipo mejora la calidad, la productividad y el compromiso de los empleados.
- Evaluaciones de desempeño:

       Empresas con estrategias de diferenciación basadas en la calidad utilizan con más frecuencia evaluaciones con retroalimentación de subordinados y colegas.
       La evaluación de 360 grados, que recopila información de múltiples fuentes, es una de las herramientas más utilizadas para el desarrollo de nuevos administradores en Estados Unidos.
- Diversidad en la fuerza laboral:

       Se ha demostrado que una mayor diversidad racial, combinada con estrategias de crecimiento, incrementa la productividad.
       Ejemplo: Avon logró recuperar mercados poco rentables en zonas urbanas al contratar administradores afroamericanos e hispanos especializados en estos segmentos.
       Diversidad en edad y nacionalidad también aporta beneficios:
           DuPont usa equipos multinacionales para expandir sus productos a nivel global.
           McDonald's ha descubierto que los empleados mayores tienen un desempeño igual o mejor que los más jóvenes.

#### Estrategia de Tecnología de Información
- Uso de la tecnología como ventaja competitiva:

       FedEx fue pionero al ofrecer software a sus clientes para almacenar direcciones, imprimir etiquetas y rastrear paquetes, lo que aumentó sus ventas.
       UPS reaccionó con su propio software para competir.
       Luego, FedEx utilizó su sitio web para el rastreo de envíos, lo que nuevamente lo diferenció hasta que UPS implementó el mismo servicio.
- Inversión en tecnología:

       A pesar de que la tecnología se ha vuelto común, sigue siendo crucial: las empresas invierten más de 2 billones de dólares al año en este sector.
- Administración global mediante intranets:

       Las multinacionales emplean intranets avanzadas para facilitar el trabajo colaborativo en distintos husos horarios.
       La administración que sigue al Sol permite que equipos de diferentes países trabajen en secuencia sin necesidad de turnos nocturnos.
       Softwares de traducción instantánea mejoran la comunicación en distintos idiomas.
       Mattel ha reducido en un 10% su tiempo de desarrollo de productos al permitir la colaboración internacional en el diseño de juguetes.
       IBM usa su intranet para capacitación y colaboración, reduciendo costos de formación y viajes.
- Extranets y relación con proveedores:

       Empresas como Lockheed Martin y Whirlpool han fortalecido la relación con clientes y proveedores a través de extranets avanzadas.
       General Electric (GE) implementó el Trading Process Network, donde los proveedores pueden:
           Descargar solicitudes de propuestas de GE.
           Ver diagramas de especificaciones de piezas.
           Comunicarse directamente con los administradores de compras.
       Gracias a esta red, GE ha logrado reducir en un tercio el tiempo de procesamiento de compras.

## Historia
La existencia de una estrategia para la empresa es consustancial a la existencia de las propias organizaciones empresariales, por lo que se remonta a la Revolución Industrial. Pero históricamente, la estrategia primero fue aplicada al llamado arte militar. Mientras ahí es un concepto amplio y vagamente definido en una campaña militar para la aplicación de fuerzas contra el enemigo, a nivel empresarial se puede entender al enemigo como la competencia y las fuerzas se pueden entender como las decisiones tomadas por el empresario para obtener beneficios de las oportunidades. En este contexto, John von Neumann y Oskar Morgenstern publicaron en 1944 el libro Theory of Games and Economic Behavior. Con su teoría de juegos, Von Neumann y Morgenstern iniciaron el uso de la estrategia en el mundo de los negocios. No obstante, en las décadas siguientes, dicha estrategia fue implícita y parcial, hasta llegar a la década de 1980, donde empezó a cobrar mayor consistencia.

### Teoría de juegos
La teoría de juegos se aplicó originalmente al análisis del enfrentamiento nuclear entre las superpotencias durante la Guerra Fría. Así, se utilizó en economía para examinar la competencia y la cooperación dentro de un grupo de pequeñas empresas. La teoría ayudó a proporcionar un enfoque que modelase el comportamiento de los actores irracionales que se manejan de acuerdo a su interés propio. Como ejemplo, es el contraste perverso entre las buenas intenciones y los malos resultados lo que hace que el dilema del prisionero sea relevante para una amplia gama de situaciones empresariales. Las empresas a menudo se encuentran en situaciones donde la competencia sin límites produciría resultados perjudiciales para todos; la cooperación, en tales casos, es objetivamente preferible a la competencia feroz.
Atendiendo al juego de suma cero, en el ámbito empresarial da más resultados reducir competencia (en precios e industrias) en una situación de perder y perder antes que una situación de ganar y ganar, poniendo solo como competencia la lealtad de los clientes. Esta teoría específicamente no proporciona una respuesta exacta a las preguntas y a los problemas que surgen; en su lugar, la teoría de juegos es una herramienta de ayuda en el proceso de formación de la estrategia, que proporciona conceptos clave para ayudar a comprender las maniobras estratégicas dinámicas frente a los compradores.

#### Elementos constitutivos
- Al menos dos jugadores
- Estrategias
- Reglas
- Incentivos
- Beneficios
- Metas

La interdependencia de cada agente participado depende de las estrategias preestablecidas y de los objetivos que tiene el juego.

#### Teoría de juegos cooperativos
Este tipo de teoría busca normalizar e imponer patrones que regulen el comportamiento de los agentes involucrados a través de normas previamente establecidas, dichos factores responden a la moralidad, equidad y justicia. 

#### Teoría de juegos no cooperativos
Esta teoría se enfoca en estudiar la presencia de leyes y sus conflicto por lo cual resulta ser una herramienta adecuada de análisis. Adicionalmente, en la teoría de juegos no cooperativos, no existe la interacción o relación entre jugadores para llegar a un acuerdo, salvo que la reglas del juego sean distintas. Asimismo, la teoría se apoya en recomendaciones de tal modo que ninguno de los jugadores obtengan beneficios individuales.

### Primeros trabajos de planificación
Desde finales de la década de 1970 y principios de la década de 1980 aparecen los primeros trabajos de planificación estratégica, liderados por autores como George A. Steiner, quienes dieron los primeros pasos para dar metodología a esta área. Si bien muchas de sus aplicaciones y recomendaciones fracasaron inicialmente, dieron el pistoletazo a un camino que cada vez se profundiza y se formaliza más y más. A estos estudios se sumaron Peter Drucker, padre de la administración moderna, así como algunas publicaciones de Michael Porter, Al Ries y Jack Trout, entre otros.
En la década de 1980 los estrategas de negocios también se dan cuenta de que hay un gran conocimiento de miles de años que apenas habían examinado, de ahí que recurran a los libros clásicos de estrategia militar para la dirección de empresas. Ejemplos comunes son El arte de la guerra, de Sun Tzu; De la guerra, de Carl von Clausewitz, y el Libro Rojo de Mao, convirtiéndose en obras de obligada consulta porque examinan temas importantes para el marketing como el liderazgo, la motivación, la logística, las comunicaciones y la inteligencia desde un contexto distinto a los negocios.
En estos libros se da una contemplación subjetiva del poder, donde éste considera que los riesgos directos e indirectos son las dos categorías principales. Los riesgos directos son generalmente sobre los que una organización tiene control o puede afectar. Estos riesgos frecuentemente afectan la cadena de suministro, la fuerza laboral, las operaciones y la posición competitiva de la empresa. La escuela de estrategia de posicionamiento es muy hábil para manejar los riesgos en el mercado. Sin embargo, la profundidad del análisis depende de las variables consideradas por los analistas. Este proceso de gestión de riesgos atenúa el enfoque de la empresa y amplía innecesariamente el costo definiendo los planes operativos cada vez.

### Porter y su escuela de posicionamiento

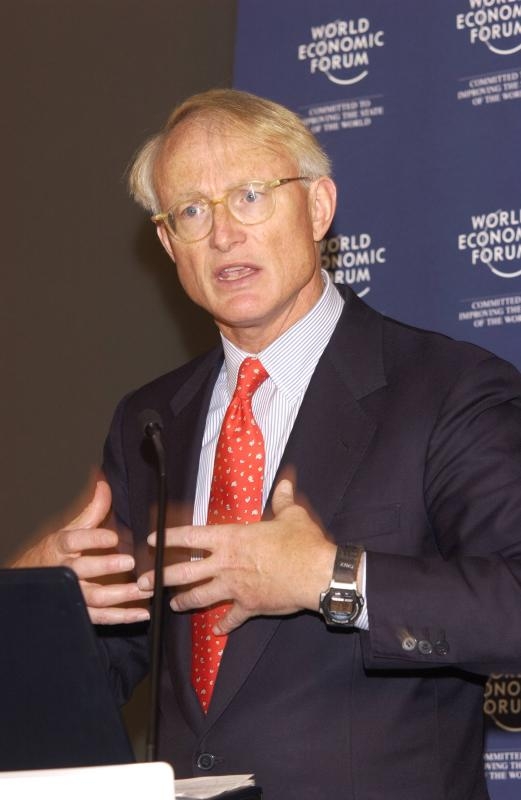
Michael Porter, durante el Foro Económico Mundial de 2009.

Parte de la estructura de la estrategia empresarial se describió a finales de 1980 con la llamada escuela de posicionamiento, que recoge elementos de las escuelas de diseño y de planificación. Michael Porter publicó en 1980 Estrategia competitiva: Técnicas para el análisis de la empresa y sus competidores, uno de los libros más analizados al respecto, y en 1985 publicó Ventaja competitiva: Creación y sostenibilidad de un rendimiento superior, que retrató la insatisfacción con las mencionadas escuelas de diseño y planificación. La naturaleza prescriptiva de las dos primeras escuelas se sumó al enfoque en el contenido e investigación substancial de la escuela de posicionamiento. Así, existen cinco premisas para la escuela de posicionamiento:
1. Las estrategias son posiciones genéricas, específicamente comunes e identificables en el mercado.
2. El mercado, como contexto de las estrategias, es económico y competitivo.
3. El proceso de formulación de una estrategia es cuestión de seleccionar una posición genérica a partir de cálculo y análisis.
4. Los analistas desempeñan un rol esencial en el proceso para proporcionar los resultados de cálculos y análisis a los gerentes de las empresas, que controlan oficialmente las opciones estratégicas.
5. Las estrategias son el resultado de un proceso regulado, y después son implementadas y articuladas.[23]

La escuela de estrategia de posicionamiento es muy hábil para manejar los riesgos en el mercado. Sin embargo, la profundidad del análisis depende de las variables consideradas por el mismo. Este proceso de gestión de riesgos opaca el enfoque de la empresa y amplía innecesariamente el costo definiendo los planes operativos cada vez. Estrategia competitiva: Técnicas para el análisis de la empresa y sus competidores captó los intereses de académicos y consultores, y convirtió a la escuela de posicionamiento en dominante. La escuela de posicionamiento considera múltiples estrategias que difieren de la escuela de diseño que solo se deriva de una estrategia única. Proporciona un conjunto de herramientas analíticas en las que ayuda a los estrategas a descubrir las estrategias que funcionan mejor y dónde.
Con los avances de la estrategia empresarial se han desarrollado numerosos programas académicos para el estudio de la misma. La universidad con mayor reputación en este sentido es la Universidad de Harvard, si bien prácticamente todas las universidades en el mundo con orientación en la gestión de empresas tienen programas en este sentido, tales como la Universidad de Pensilvania (Warton), la London Business School, Tuck School of Business at Dartmouth, Columbia Business School y el MIT en habla inglesa. En España hay importantes escuelas de negocio, como el IE, IESE, ESADE o EADA.
A estos desarrollos académicos también se sumaron otros trabajos y enfoques provenientes de consultoras que ampliaron el espectro y le dieron mayor pragmatismo a las teorías, volcando las mismas en herramientas aplicables exitosamente, tal el caso de Booz & Co., Boston Consulting Group, Integra Trust, McKinsey & Company, Arthur D. Little, Shocron Benmuyal & Asoc., Accenture, Strategos, Gallen, etc.
Con la llegada de la década de 1990, la estrategia empresarial pasó a tener mejores herramientas y estructura, fruto de colaboraciones como las de Henry Mintzberg, Peter Senge, Michael Hammer, George Yip, Jan Carlzon y Gary Hamel, entre otros. A la llegada del siglo XXI, se observa una convergencia de todas las corrientes en modelos de gestión estratégica. Por otro lado, también se han sumado a la misma los modelos de business intelligence y herramientas como el cuadro de mando integral, lo cual ha potenciado los resultados de la estrategia empresarial.

### Cadena de valor
De acuerdo a la cadena de valor de Porter, se obtienen varios conceptos importantes:
- Liderazgo por costo o liderazgo por menor costo: Se enfoca en ser el productor de más bajo coste.
- Actividades de apoyo: infraestructura de la empresa.
- Diferenciación: Implica el desarrollo de un producto único e irrepetible por diseño o tecnología.
- Enfoque: Busca atender segmentos de mercado estrechos.
- Recursos: Logística de entrada, operaciones, logística de salida, marketing y ventas, servicios, etc.

### Crítica a la escuela de posicionamiento
La escuela de posicionamiento basa su crítica en la separación del pensar con el actuar, la formulación de estrategias hechas por la directiva de la empresa a través del pensamiento consciente basado en un análisis formal donde su implementación sigue un orden descendente a través del actuar. Y el aprendizaje estratégico esta excesivamente deliberado, además de que existen peligros al mirar un futuro extrapolando las tendencias del presente, recayendo excesivamente en información cuantificable y también en sobre formalizar el proceso de elaborar la estrategia.

#### Enfoque
Como se puede denotar en las demás escuelas, el enfoque de la escuela de posicionamiento es demasiado amplio y no hace relación a un tema específico para poder generar una estrategia de acuerdo a un problema. En esta escuela se toma en consideración los aspectos meramente económicos y cuantificables sin considerar que quizás el aspecto social, político y hasta la economía no cuantificable muestran aspectos relevantes para poder manejar un negocio o generar una estrategia en torno a aquellos datos que están siendo omitidos. Este comportamiento se volvió más común en la segunda ola, cuando lo más importante era la participación en el mercado y generar ganancias para el negocio.

#### Contexto
La escuela de posicionamiento ha sido criticada también por el contexto en la que se desarrolla. En este caso, el contexto es igual de amplio como el enfoque. No obstante es una cuestión de sesgo respecto al sujeto de análisis de esta escuela. Según Mintzberg, el contexto se desarrolla en torno a los grandes empresas tradicionales disminuyendo la efectividad de esta escuela. En otras palabras, esta escuela de pensamiento sesga al pensar que grande es igual a estable. Por ende, se critica el hecho de que esta escuela pone al posicionamiento externo como foco principal de estudio sin tomar en cuenta la capacidad interna de las empresas.

#### Proceso
El objetivo de la escuela de posicionamiento es calcular y analizar antes de formular una estrategia óptima. El estratega debe solucionar todos los problemas abstractos en papel con el objetivo de cerrar ventas. Von Clausewitz argumenta que calcular es la fase más importante para alcanzar una ventaja competitiva. Sin embargo, el dilema es cómo calcular todas las variables posibles en cualquier problema; esto no es posible. El calcular, en algunos casos, repele el desarrollo de creatividad y aprendizaje, debilitando el compromiso personal del estratega.